# Trans-Tasman Champions League
La Trans-Tasman Champions League, également désignée par le sigle TTCL, est une compétition internationale de club de hockey sur glace organisée par l'Australian Ice Hockey League et la New Zealand Ice Hockey League, les championnats de hockey sur glace d'Australie et de Nouvelle-Zélande. Elle oppose les deux meilleurs clubs de la saison précédente de ces deux pays. La première édition a lieu en juillet 2012 à Melbourne en Australie et est remporté par le Melbourne Ice. Le tournoi 2013 est prévu en Nouvelle-Zélande.

## Historique
En août 2011, les dirigeants des championnats d'Australie et de Nouvelle-Zélande se mettent d'accord pour organiser à partir de la saison 2012 un tournoi opposant les meilleures équipes des deux pays. Le vainqueurs de la saison régulière et celui des séries éliminatoires de chaque championnat participent au TTCL. Si la même équipe remporte les deux parties de son championnat, le finaliste des séries prend part au TTCL. Prévu d'être disputé sous la forme d'un championnat à match simple, le format est changé avec chaque équipe n'affrontant uniquement celles du pays opposé.
La première édition a lieu les 7 et 8 juillet 2012 à la Medibank Icehouse de Melbourne en Australie. Elle oppose le Melbourne Ice, les Newcastle North Stars, le Botany Swarm et le Southern Stampede. Les clubs australiens s'imposent lors de chaque partie, Melbourne terminant premier à la différence de but,. En mars 2013, l'AIHL et la NZIHL annonce que la seconde édition prévue d'être organisé en 2013 en Nouvelle-Zélande est repoussée pour 2014 pour raison financière.

## Palmarès
| Saison | Vainqueur           | Deuxième                    | Troisième          | Quatrième               | Lieu                         |
| ------ | ------------------- | --------------------------- | ------------------ | ----------------------- | ---------------------------- |
| 2012   | Melbourne Ice (AUS) | Newcastle North Stars (AUS) | Botany Swarm (NZL) | Southern Stampede (NZL) | Medibank Icehouse, Melbourne |